# Fläckkronad trädklättrare
Fläckkronad trädklättrare (Lepidocolaptes affinis) är en fågel i familjen ugnsfåglar inom ordningen tättingar. Den förekommer i bergsskogar i Centralamerika, från Mexiko till Panama. Liksom övriga trädklättrare ses den födosöka på trädstammar och grenar. Sydliga fåglar utgör möjligen en egen art. 

## Utseende
Fläckkronad trädklättrare är liksom övriga i släktet Lepidocolaptes en liten till medelstor trädklättrare med en ljus, tunn och något böjd näbb. På ovansidan och stjärten är den övervägande varmbrun, medan undersidan är mindre bjärt, med gräddvita längsgående streck. På huvud och hals är den mörk med ljusare fläckar och streck, inte minst med små prickar på pannan som gett den sitt namn.
Fåglar i södra Centralamerika, av vissa urskilda som en egen art, är varmare beige på hake och strupe. Streckningen undertill är också både bredare, längre och ljusare, och sträcker sig tydligare ner på buken.

## Utbredning och systematik
Fläckkronad trädklättrare förekommer i Centralamerika och delas in i tre underarter med följande utbredning:
- affinis-gruppen
  - Lepidocolaptes affinis lignicida – förekommer i nordöstra Mexiko (sydvästra Tamaulipas och östra San Luis Potosí)
  - Lepidocolaptes affinis affinis – förekommer från södra Mexiko (sydöstra San Luis Potosí och västra Guerrero) till norra Nicaragua
- Lepidocolaptes affinis neglectus – förekommer i bergen i Costa Rica och västra Panama (höglänta områden i Chiriquí)

Sedan 2016 urskiljer Birdlife International och naturvårdsunionen IUCN neglectus som den egna arten "sydlig fläckkronad trädklättare". Studier visar att de skiljer sig åt genetiskt.

## Levnadssätt
Fläckkronad trädklättrare är en rätt aktiv fågel som hittas i bergsbelägna skogar med tall, tall och ek eller städsegröna träd. Den ses vanligen enstaka eller i par, ofta tillsammans med kringvandrande artblandade flockar innehållande trupialer, skogssångare och tangaror. Den klättrar uppför trädstammar och mindre grenar, men kan också leta efter föda bland epifyter.

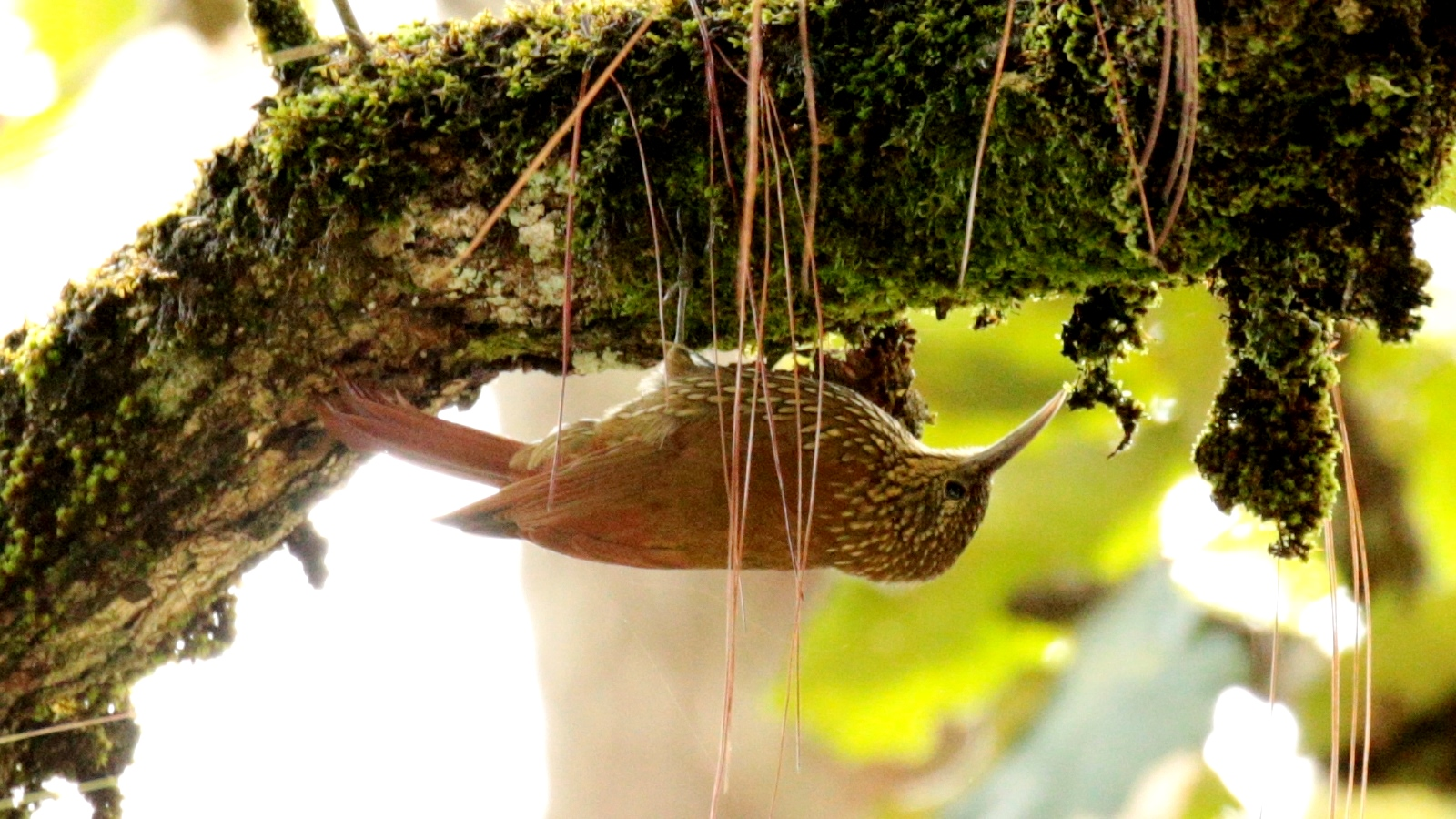

## Status
IUCN bedömer hotstatus för underartsgrupperna (eller arterna) var för sig, båda som livskraftiga.